# Julodis aeneipes
Julodis aeneipes är en skalbaggsart som beskrevs av Saunders 1869. Julodis aeneipes ingår i släktet Julodis och familjen praktbaggar. Inga underarter finns listade i Catalogue of Life.